# (4584) Akan
(4584) Akan (1990 FA) – planetoida z pasa głównego asteroid okrążająca Słońce w ciągu 4,66 lat w średniej odległości 2,79 j.a. Odkryta 16 marca 1990 roku.